# Ludvík Herzl
Ludvík Herzl, (14. července 1877, Líšno - 17. dubna 1944, Praha) byl český sochař, medailér a malíř.

## Život
Ludvík Herzl se narodil v Líšně u Benešova, dětství strávil na Karlštejně, kde byl jeho otec správcem karlštejnských lesů. Ludvík Herzl měl tři sourozence: Blandinu, Annu a Václava. Rodina nejprve bydlela na purkrabství s rodinou správce hradu Bohuslava, pak se přestěhovali do budovy Lesní správy, Poučník č. 181. Teprve později si rodina vystavěla vlastní dům č. 23.
Po studiích na střední škole absolvoval sochařskou a kamemickou školu v Hořicích a pak v letech 1899-1904 Akademii výtvarných umění, kde žákem prof. J. V. Myslbeka, s nímž později spolupracoval. Na Akademii výtvarných umění studoval v ročníku spolu s Janem Štursou, s kterým se znal již z Hořic a se kterým udržoval přátelství až do jeho předčasné smrti.
Myslbek si ho údajně vyhlédl jako ženicha pro jednu ze svých dcer, psychické problémy, které se projevovaly postupně u dalších Myslbekových dcer však Herzla natolik odradily, že raději vyrazil na studijní cestu po Evropě, konkrétně po Rakousku (kde se ve Vídni jistý čas živil tvorbou andílků pro tamní kostely), po Itálii a Německu. Po návratu do Prahy se pak věnoval převážně drobné plastice, malbě a medailérství.
Ludvík Herzl většinu života strávil ve svém rodinném domě v Poučníku č. 23 (část obce Karlštejn), jehož celý štít vyzdobil sgrafitem sv. Václava na koni a mezi okny provedl lovecké motivy. Dům je dnes poničen povodní z roku 2002.
V Praze si Herzl držel ateliér na rohu tehdejší Vocelovy ulice (severovýchodní roh dnešního náměstí I. P. Pavlova) v nejvyšším patře pod střechou.
Ludvík Herzl je pohřben na Karlštejně, hrob č. 18 na hřbitově u kostela sv. Palmacia, kde je dosud hrobka rodiny Herzlových.

## Dílo
Jako Myslbekův žák se podílel na tvorbě sousoší sv. Václava na Václavském náměstí v Praze, na kterém vytvořil postavu sv. Ludmily. S ostatními Myslbekovými žáky se podílel se rovněž na modelu tváře samotného sv. Václava. Je také autorem (s Karlem Opatrným) bronzových soch žen - světlonošů na Čechově mostě přes Vltavu.
Přestože na Akademii vystudoval sochařství, rád maloval, nejčastějším námětem mu byla zvěř z jeho honitby v Srbsku u Karlštejna. Maloval sluky, tetřevy, zajíce, lišky a další zvěř, živé i jako lovecké trofeje. Dalším jeho oblíbeným tématem byla dnes chráněná flora okolí Karlštejnska, sasanka lesní stříbrná a hlaváček jarní, kopřiva devátá, hořce a další květiny. Ilustroval také knihy, např. Pohádky z lesů a hor od Karla Matyáše vydané v r. 1930. Jeho obrazy se objevují na aukcích, stejně tak plastiky, reliéfy a medaile, které vytvořil.

## Galerie

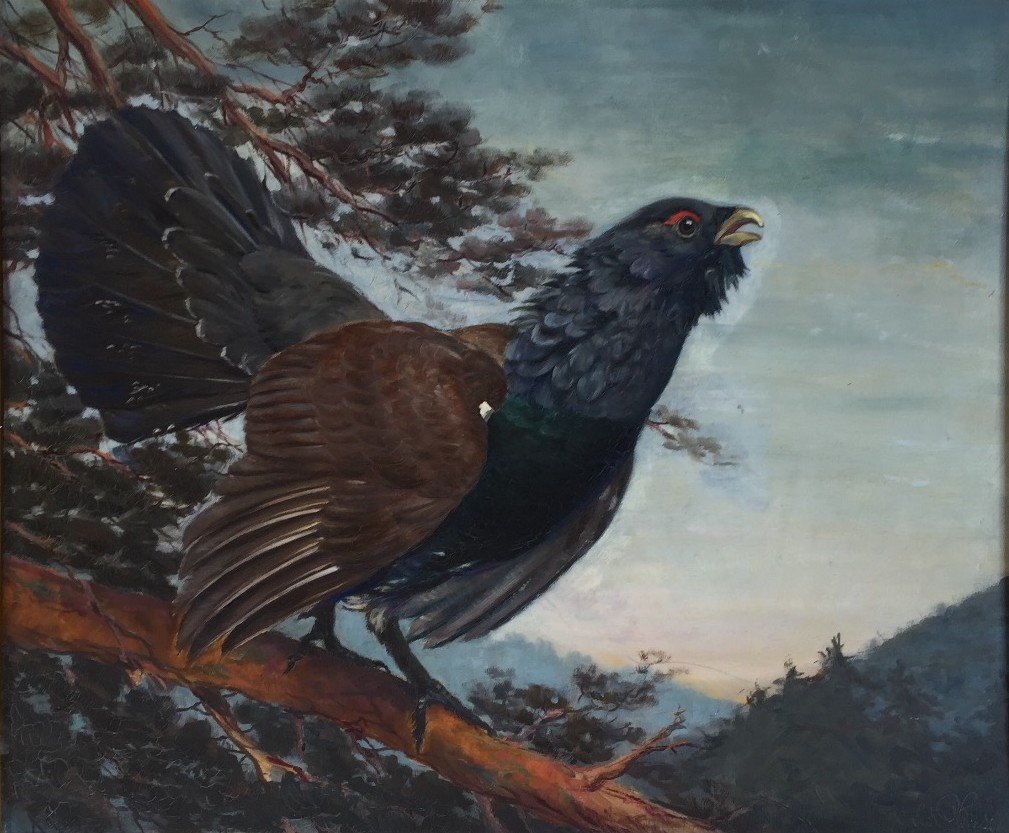
Tokající tetřev
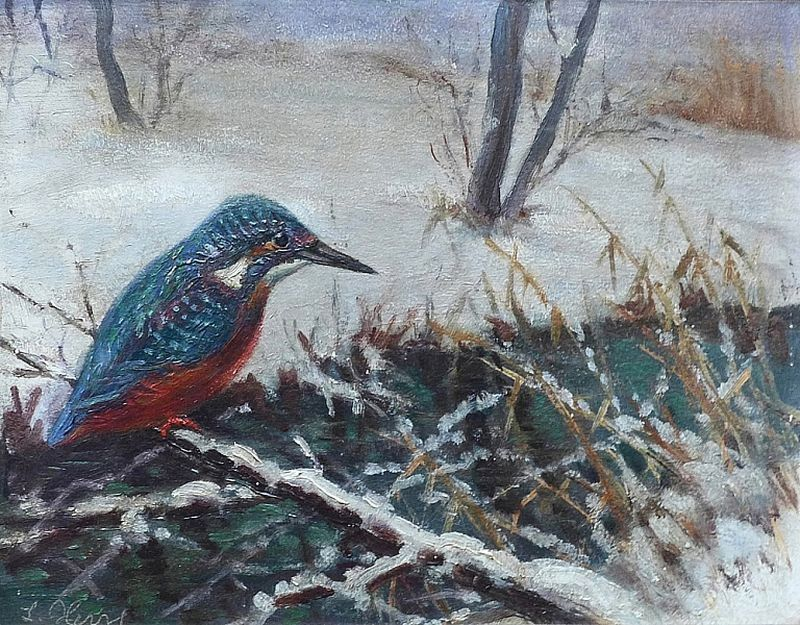
Ledňáček
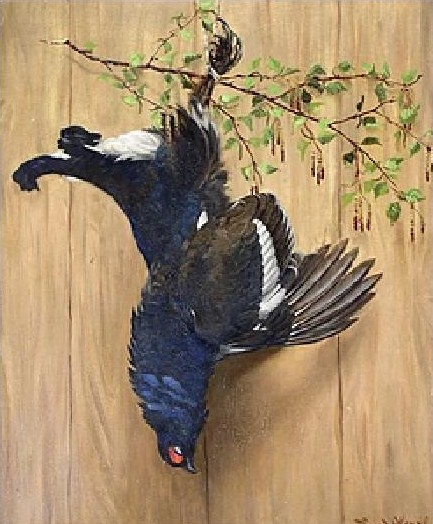
Tetřev